# Nothobranchius kafuensis
Nothobranchius kafuensis е вид лъчеперка от семейство Aplocheilidae.

## Разпространение
Видът е разпространен в Замбия и Намибия.